# 무선 스펙트럼
무선 스펙트럼(Radio spectrum), 무선 주파수대, 라디오 스펙트럼, 전파 스펙트럼은 3Hz ~ 3,000GHz(3THz)의 주파수를 갖는 전자기 스펙트럼의 일부이다. 전파라고 불리는 이 주파수 범위의 전자기파는 현대 기술, 특히 통신 분야에서 널리 사용된다. 서로 다른 사용자 간의 간섭을 방지하기 위해 전파의 생성 및 전송은 국제기구인 국제전기통신연합(ITU)이 조정한 국내법에 의해 엄격하게 규제된다.
ITU는 다양한 무선 전송 기술 및 애플리케이션을 위해 무선 스펙트럼의 다양한 부분을 할당한다. ITU의 무선 규정(RR)에는 약 40개의 무선 통신 서비스가 정의되어 있다. 어떤 경우에는 무선 스펙트럼의 일부가 개인 무선 전송 서비스 운영자(예: 휴대전화 운영자 또는 TV 방송국)에게 판매되거나 허가된다. 할당된 주파수 범위는 프로비저닝된 용도(예: 셀룰러 스펙트럼 또는 텔레비전 스펙트럼)에 따라 참조되는 경우가 많다. 점점 더 많은 사용자가 요구하는 고정 자원이기 때문에 무선 스펙트럼은 최근 수십 년 동안 점점 더 혼잡해지고 있으며 이를 보다 효과적으로 활용해야 하는 필요성이 대두됨에 따라 트렁크 무선 시스템, 확산 스펙트럼, 초광대역, 주파수 재사용, 동적 스펙트럼 관리, 주파수 풀링 및 인지 무선 등이 활용되고 있다.

## 같이 보기
- 전파천문학
- 라디오
- 초광대역

## 참고 문헌
- ITU-R Recommendation V.431: Nomenclature of the frequency and wavelength bands used in telecommunications. International Telecommunication Union, Geneva.
- IEEE Standard 521-2002: Standard Letter Designations for Radar-Frequency Bands
- AFR 55-44/AR 105-86/OPNAVINST 3430.9A/MCO 3430.1, 27 October 1964 superseded by AFR 55-44/AR 105-86/OPNAVINST 3430.1A/MCO 3430.1A, 6 December 1978: Performing Electronic Countermeasures in the United States and Canada, Attachment 1,ECM Frequency Authorizations.